# Welcome to the Black Parade
"Welcome to the Black Parade" là một bài hát trích từ album phòng thu thứ ba của ban nhạc rock người Mỹ My Chemical Romance là The Black Parade (2006). Ca khúc được phát hành vào ngày 12 tháng 9 năm 2006 và là đĩa đơn đầu tiên của album, đi kèm với phiên bản phòng thu có trên trang Myspace của ban nhạc vào ngày 2 tháng 9 năm 2006. Video âm nhạc của bài hát đã được công nhận là "Video âm nhạc hay nhất thế kỷ" của khán giả kênh MTV Anh vào năm 2017. Bài hát đã đứng đầu bảng xếp hạng UK Single Chart, đạt vị trí thứ 9 trên bảng Billboard Hot 100 của Mỹ và được tôn vinh là một trong những ca khúc định hình nên Rock and Roll của Đại sảnh Danh vọng Rock and Roll.
Đĩa demo của bài hát mang tên "The Five of Us Are Dying" đã được đưa vào album tái bản năm 2016 The Black Parade/Living with Ghosts của nhóm.

## Thu âm
My Chemical Romance bắt đầu sáng tác bài hát kể từ khi khởi lập ban nhạc, mặc dù theo một phong cách khác. Nhạc phẩm được truyền cảm hứng và chịu ảnh hưởng nặng từ bài hát "My Way" của Frank Sinatra, nhưng có tiết tấu chậm hơn và họ đặt tên ban đầu là "The Five of Us Are Dying". Ban nhạc không đưa bài hát vào hai album đầu tiên vì họ thấy chưa hoàn thiện. Sau khi chuyển đến Los Angeles để làm album thứ ba, họ đã bổ sung một nhịp punk nhanh, thay đổi lời bài hát và đổi hợp âm của đoạn điệp khúc. Theo nghệ sĩ guitar Ray Toro, quá trình thu âm "rất phức tạp" do có nhiều lớp trong bài hát nhưng "thú vị" và tán dương thành phẩm có được: 
"Hai bài yêu thích của tôi là 'Welcome to the Black Parade' và 'Famous Last Words'. 'Welcome to the Black Parade' giống như 'Bohemian Rhapsody' của chúng tôi vậy. Đây có lẽ là bài hát hoành tráng nhất trong đĩa nhạc. Tôi yêu cái cách nó được cấu thành."— Ray Toro

## Video âm nhạc
MV của đĩa đơn do Samuel Bayer làm đạo diễn, ông nổi danh với những tác phẩm với Nirvana và Green Day. MV được phát hành vào ngày 26 tháng 9 năm 2006 tại Vương quốc Anh và Canada, và có mặt tại Mỹ vào ngày 27 tháng 9 năm 2006. Ca khúc thường xuyên được phát sóng trên MTV. Trong MV, Bệnh nhân (nhân vật chính của album do Lukas Haas thủ vai) mặc áo choàng bệnh viện và bị cái chết bắt giữ dưới hình thức "Cuộc diễu hành đen" (Black Parade). Trên khán đài chính, My Chemical Romance thì diễn bài "Welcome to the Black Parade". Đằng sau chiếc xe diễu hành là hàng chục nhân vật đeo mặt nạ. 
Tất cả các bộ trang phục được thiết kế bởi nhà thiết kế trang phục Colleen Atwood. Những bộ trang phục trong MV  đã truyền cảm hứng cho các bộ trang phục sau này, chẳng hạn như của bộ quần áo của Lil Nas X trong buổi biểu diễn của anh tại lễ trao giải Grammy năm 2022. Các nghệ sĩ khác nhắc đến đồng phục của ban nhạc diễu hành còn có Post Malone. MV của bài hát đã được công nhận là "Video âm nhạc hay nhất thế kỷ" của khán giả kênh MTV Anh vào năm 2017.

## Đánh giá chuyên môn
“Welcome to the Black Parade” đã nhận được những lời tán dương của giới phê bình. Josh Tyrangiel của tạp chí Time đã đưa "Black Parade" vào top 10 bài hát hay nhất năm 2006 của anh ấy, gọi bài hát là "nỗ lực táo bạo, ngốc nghếch và cực kỳ lôi cuốn nhằm hợp nhất "Bohemian Rhapsody" và "Born to Run" thành một vở rock opera " và cho rằng đó là dấu hiệu của một "Khoảnh khắc 'Chúng ta vs. Họ' trong sự chia rẽ thế hệ". David Fricke từ Rolling Stone thì khen ngợi cách hát kiểu hook "cố hóa thân hết mình thành anh hùng nhạc rock" của Way ("We'll carry on"). Entertainment Weekly so sánh tích cực bài hát với "Bohemian Rhapsody". The Village Voice cho biết những người tham gia thăm dò ý kiến thường yêu thích bài hát hơn cả album.

## Di sản
Nốt nhạc piano mở đầu của bài hát (nốt Sol bậc 5) đã trở thành nổi tiếng do sự thịnh hành của bài hát, đặc biệt là đối với những người hâm mộ nhạc rock emo. Chẳng hạn Andrew Lloyd Webber đã hỏi những người theo dõi ông trên Twitter rằng họ nghĩ gì khi nghe nốt nhạc, nhằm liên hệ đến bài hát. Nốt nhạc đã được sử dụng để quảng bá cho sự kiện đề tài Emo là Emo Fight  cũng như The Black Parade/Living with Ghosts, một sản phẩm tái bản của The Black Parade.

## Danh hiệu
| Ấn phẩm       | Danh hiệu                              | Năm  | Hạng |
| ------------- | -------------------------------------- | ---- | ---- |
| Rolling Stone | 100 bài hát hay nhất năm               | 2006 | 17   |
| Time          | Top 10 mọi thứ: Bài hát                | 2006 | 3    |
| Loudwire      | Top 50 bài hát hard rock của thế kỷ 21 | 2012 | 37   |
| MTV Anh       | 50 video ca nhạc hay nhất thế kỷ 21    | 2017 | 1    |

## Danh sách bài hát
- Tất cả các ca khúc do My Chemical Romance sáng tác.

Phiên bản 1 (CD quảng bá)
| STT | Nhan đề                                        | Thời lượng |
| --- | ---------------------------------------------- | ---------- |
| 1.  | "Welcome to the Black Parade"                  | 5:19       |
| 2.  | "Welcome to the Black Parade" (bản phát radio) | 4:37       |

Phiên bản 2 (CD và 7" vinyl)
| STT | Nhan đề                       | Thời lượng |
| --- | ----------------------------- | ---------- |
| 1.  | "Welcome to the Black Parade" | 5:11       |
| 2.  | "Heaven Help Us"              | 2:56       |

Phiên bản 3 (7" vinyl)
| STT | Nhan đề                              | Thời lượng |
| --- | ------------------------------------ | ---------- |
| 1.  | "Welcome to the Black Parade"        | 5:11       |
| 2.  | "Welcome to the Black Parade" (live) | 5:31       |

Phiên bản 4 (CD)
| STT | Nhan đề                              | Thời lượng |
| --- | ------------------------------------ | ---------- |
| 1.  | "Welcome to the Black Parade"        | 5:11       |
| 2.  | "Heaven Help Us"                     | 2:56       |
| 3.  | "Welcome to the Black Parade" (live) | 5:31       |

Phiên bản 5 (tải nhạc)
| STT | Nhan đề                                                                         | Thời lượng |
| --- | ------------------------------------------------------------------------------- | ---------- |
| 1.  | "Welcome to the Black Parade" (bản phát radio)                                  | 4:38       |
| 2.  | "My Chemical Romance Welcomes You to the Black Parade" (bình luận của ban nhạc) | 39:28      |

Phiên bản 6 (tải nhạc)
| STT | Nhan đề                              | Thời lượng |
| --- | ------------------------------------ | ---------- |
| 1.  | "Welcome to the Black Parade" (live) | 5:31       |
| 2.  | "Heaven Help Us"                     | 2:56       |

## Bảng xếp hạng
| Bảng xếp hạng (2006–2007)            | Vị trí cao nhất |
| ------------------------------------ | --------------- |
| Úc (ARIA)                            | 14              |
| Bỉ (Ultratop 50 Flanders)            | 50              |
| Canada (Canadian Hot 100)            | 32              |
| Croatia (HRT)                        | 2               |
| Cộng hòa Séc (Rádio Top 100)         | 6               |
| Đan Mạch (Tracklisten)               | 18              |
| Europe (European Hot 100 Singles)    | 5               |
| Phần Lan (Suomen virallinen lista)   | 7               |
| Đức (GfK)                            | 58              |
| Ireland (IRMA)                       | 12              |
| Ý (FIMI)                             | 28              |
| Hà Lan (Single Top 100)              | 92              |
| New Zealand (Recorded Music NZ)      | 2               |
| Na Uy (VG-lista)                     | 15              |
| Scotland (OCC)                       | 1               |
| Slovakia (Rádio Top 100)             | 76              |
| Thụy Điển (Sverigetopplistan)        | 26              |
| Thụy Sĩ (Schweizer Hitparade)        | 64              |
| Anh Quốc (OCC)                       | 1               |
| Anh Quốc Rock and Metal (OCC)        | 1               |
| Hoa Kỳ Billboard Hot 100             | 9               |
| Hoa Kỳ Adult Pop Airplay (Billboard) | 22              |
| Hoa Kỳ Alternative Songs (Billboard) | 1               |
| Hoa Kỳ Mainstream Rock (Billboard)   | 24              |
| Hoa Kỳ Pop Airplay (Billboard)       | 11              |
| Venezuela Pop Rock (Record Report)   | 1               |

| Bảng xếp hạng (2006)               | Vị trí |
| ---------------------------------- | ------ |
| Châu Âu (European Hot 100 Singles) | 97     |
| UK Singles (OCC)                   | 26     |

| Chart (2007)                     | Position |
| -------------------------------- | -------- |
| Úc (ARIA)                        | 85       |
| US Billboard Hot 100             | 59       |
| US Alternative Songs (Billboard) | 18       |

## Chứng nhận
| Quốc gia | Chứng nhận  | Số đơn vị/doanh số chứng nhận |
| --- | ----------- | ----------------------------- |
| Đan Mạch (IFPI Đan Mạch) | Vàng        | 4.000^                        |
| Nhật Bản (RIAJ) Full-length ringtone | Vàng        | 100.000*                      |
| New Zealand (RMNZ) | Vàng        | 0*                            |
| Anh Quốc (BPI) | 2× Bạch kim | 1.040.000                     |
| Hoa Kỳ (RIAA) | 5× Bạch kim | 5.000.000‡                    |
| * Chứng nhận dựa theo doanh số tiêu thụ. ^ Chứng nhận dựa theo doanh số nhập hàng. ‡ Chứng nhận dựa theo doanh số tiêu thụ và phát trực tuyến. |             |                               |